# Фострём, Альма
А́льма Эвели́на Фо́стрём фон Ро́де (швед. Alma Evelina Fohström-von Rode, в России — Альма Августовна Фострём; 2 января 1856, Гельсингфорс, Великое княжество Финляндское, Российская империя, ныне Финляндия — 20 февраля 1936, там же) — финская певица (колоратурное сопрано). Сестра Оссиана Фострёма и Элин Фострём.

## Биография
В 1873—1877 годах училась вокалу в России у Генриетты Ниссен-Саломан и Елизаветы Цванцигер, также в 1878—1881 годах в Италии у Франческо Ламперти (с маленьким перерывом 1879—1880). С 1878 года выступала на оперной сцене во многих странах Европы и Азии. В 1890—1918 годах жила в России (в 1890—1899 солистка Большого театра). Много гастролировала, отдавая предпочтение партиям классического западноевропейского репертуара. В 1909—1918 годах преподавала в Петербургской (Петроградской) консерватории. После обретения Финляндией независимости вернулась на родину, где в 1918—1920 годах преподавала в Хельсинкской консерватории, а в 1920—1928 годах в Консерватории Штерна в Берлине, и в 1928—1936 снова в Финляндии.
В 1889 году вышла замуж за капитана российского Генерального штаба Вильгельма фон Роде.

## Партии
- «Руслан и Людмила» Михаила Глинки — Людмила
- «Жизнь за царя» Михаила Глинки — Антонида
- «Фауст» Шарля Гуно — Маргарита
- «Паяцы» Руджеро Леонкавалло — Недда